# آنژویله
آنژویله (به فرانسوی: Angevillers) یک کمون در فرانسه است که در Canton of Fontoy واقع شده‌است.

## خصوصیات
آنژویله ۸٫۷۱ کیلومترمربع مساحت و ۱٬۲۸۱ نفر جمعیت دارد و ۳۶۳ متر بالاتر از سطح دریا واقع شده‌است.